# Mauretaniens flag
Mauretaniens flag blev taget i brug 15. august 2017. Flaget er grønt med to røde striber på toppen og bunden, og en halvmåne og stjerne i guld. Grøn-, rød- og guldfarven regnes som panafrikanske farver. Grønt bruges også for at symbolisere islam, rødt for at symbolisere de dødes blod i kampen for uafhængighed, og guldfarven for at symbolisere sandet i Sahara. Halvmånen og stjernen er symboler på islam, nationens største religion. Flaget har størrelsesforholdet 2:3.
Samme flag benyttes som nationalflag, handelsflag, statsflag og orlogsflag.

## Mauretaniens tidligere flag
Mauretaniens tidligere flag blev brugte fra 1959 til 2017. Flaget lignede på det aktuel flag, men uden de to røde striber.